# 洛丽·布卢安
洛丽·布卢安（法語：Laurie Blouin，1996年4月7日—）生于魁北克省魁北克市，是一名加拿大女子单板滑雪运动员，她的家乡是斯托纳姆。洛丽在六岁时跟随哥哥开始练习单板滑雪。2012年2月，她在家乡斯托纳姆完成了个人的世界杯分站赛首秀。